# Fond za zaštitu okoliša i energetsku učinkovitost

## Djelatnost Fonda
Fond za zaštitu okoliša i energetsku učinkovitost (FZOEU) središnje je mjesto prikupljanja i ulaganja izvanproračunskih sredstava u programe i projekte zaštite okoliša i prirode, energetske učinkovitosti i korištenja obnovljivih izvora energije. 
U sustavu upravljanja i kontrole korištenja strukturnih instrumenata EU u RH, Fond ima ulogu Posredničkog tijela 2 za pojedine specifične ciljeve iz područja zaštite okoliša i održivosti resursa, klimatskih promjena, energetske učinkovitosti i  obnovljivih izvora energije.
Djelatnost Fonda obuhvaća poslove u svezi s financiranjem pripreme, provedbe i razvoja programa i projekata i sličnih aktivnosti u području očuvanja, održivog korištenja, zaštite i unapređivanja okoliša i u području energetske učinkovitosti i korištenju obnovljivih izvora energije, a osobito:
- stručne i druge poslove u svezi s pribavljanjem, upravljanjem i korištenjem sredstava Fonda,
- posredovanje u svezi s financiranjem zaštite okoliša i energetske učinkovitosti iz sredstava stranih država, međunarodnih organizacija, financijskih institucija i tijela, te domaćih i stranih pravnih i fizičkih osoba,
- vođenje baze podataka o programima, projektima i sličnim aktivnostima u području zaštite okoliša i energetske učinkovitosti, te potrebnim i raspoloživim financijskim sredstvima za njihovo ostvarivanje,
- poticanje, uspostavljanje i ostvarivanje suradnje s međunarodnim i domaćim financijskim institucijama i drugim pravnim i fizičkim osobama radi financiranja zaštite okoliša i energetske učinkovitosti u skladu s Nacionalnom strategijom zaštite okoliša i Nacionalnim planom djelovanja za okoliš, Strategijom energetskog razvitka i Programom provedbe Strategije energetskog razvitka, nacionalnim energetskim programima, drugim programima i aktima u području zaštite okoliša i energetske učinkovitosti, te međunarodnim ugovorima čija je stranka Republika Hrvatska za namjene utvrđene odredbama Zakona o Fondu za zaštitu okoliša i energetsku učinkovitost te
- obavljanje i drugih poslova u svezi s poticanjem i financiranjem zaštite okoliša i energetske učinkovitosti utvrđenih Statutom Fonda.

## Organizacijska struktura
Tijela Fonda su Upravni odbor i direktor Fonda. 
Upravni odbor upravlja Fondom, a direktor zastupa i predstavlja Fond.
Vlada Republike Hrvatske je na sjednici održanoj dana 28. travnja 2016. godine imenovala prof. dr. sc. Ljubomira Majdandžića, dipl. ing. stroj. za v.d. direktora Fonda za zaštitu okoliša i energetsku učinkovitost.
Direktor vodi poslovanje Fonda te obavlja druge poslove propisane Zakonom, a djelokrug ovlaštenja i odgovornosti direktora utvrđeni su Statutom Fonda.
Upravni odbor
Tijela Fonda koja njime upravljaju su Upravni odbor i direktor Fonda. Upravni odbor upravlja Fondom u skladu s odredbama Zakona o Fondu, statuta Fonda i drugih općih akata Fonda te drugih zakona i propisa.
Djelokrug, ovlaštenja i odgovornosti te način rada Upravnog odbora utvrđuju se Statutom Fonda.
Upravni odbor ima predsjednika i šest članova koje imenuje i razrješuje Vlada Republike Hrvatske.
Vlada Republike Hrvatske u Upravni odbor imenuje:
- dva predstavnika ministarstva nadležnog za poslove zaštite okoliša,
- jednog predstavnika ministarstva nadležnog za poslove energetike,
- jednog predstavnika ministarstva nadležnog za poslove financija,
- jednog predstavnika Hrvatske gospodarske komore,
- jednog predstavnika Hrvatskog sabora
- jednog predstavnika iz redova stručnjaka iz područja zaštite okoliša.